# Szczury okopowe

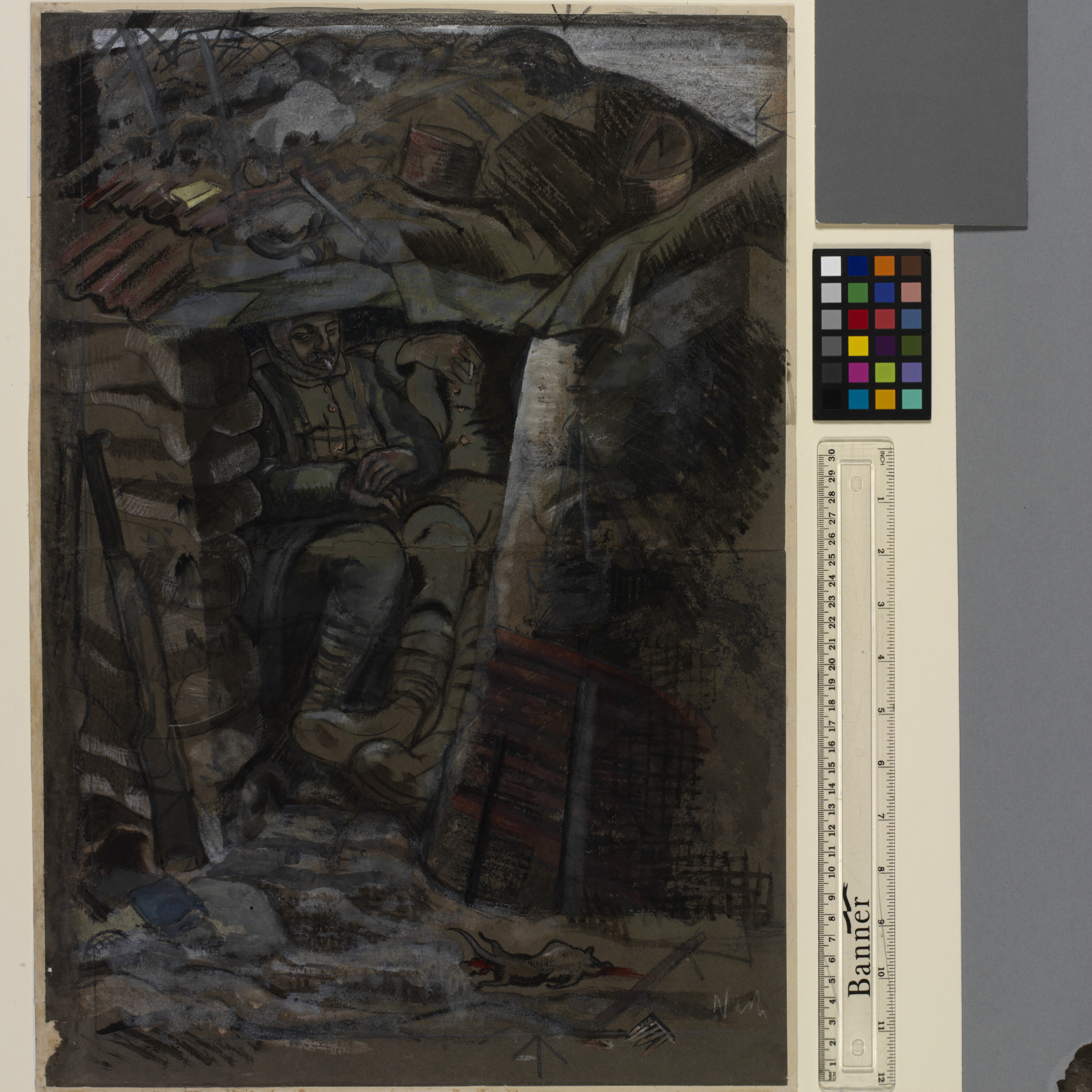
Martwy szczur na obrazie Paula Nasha Egzystencja (1917)

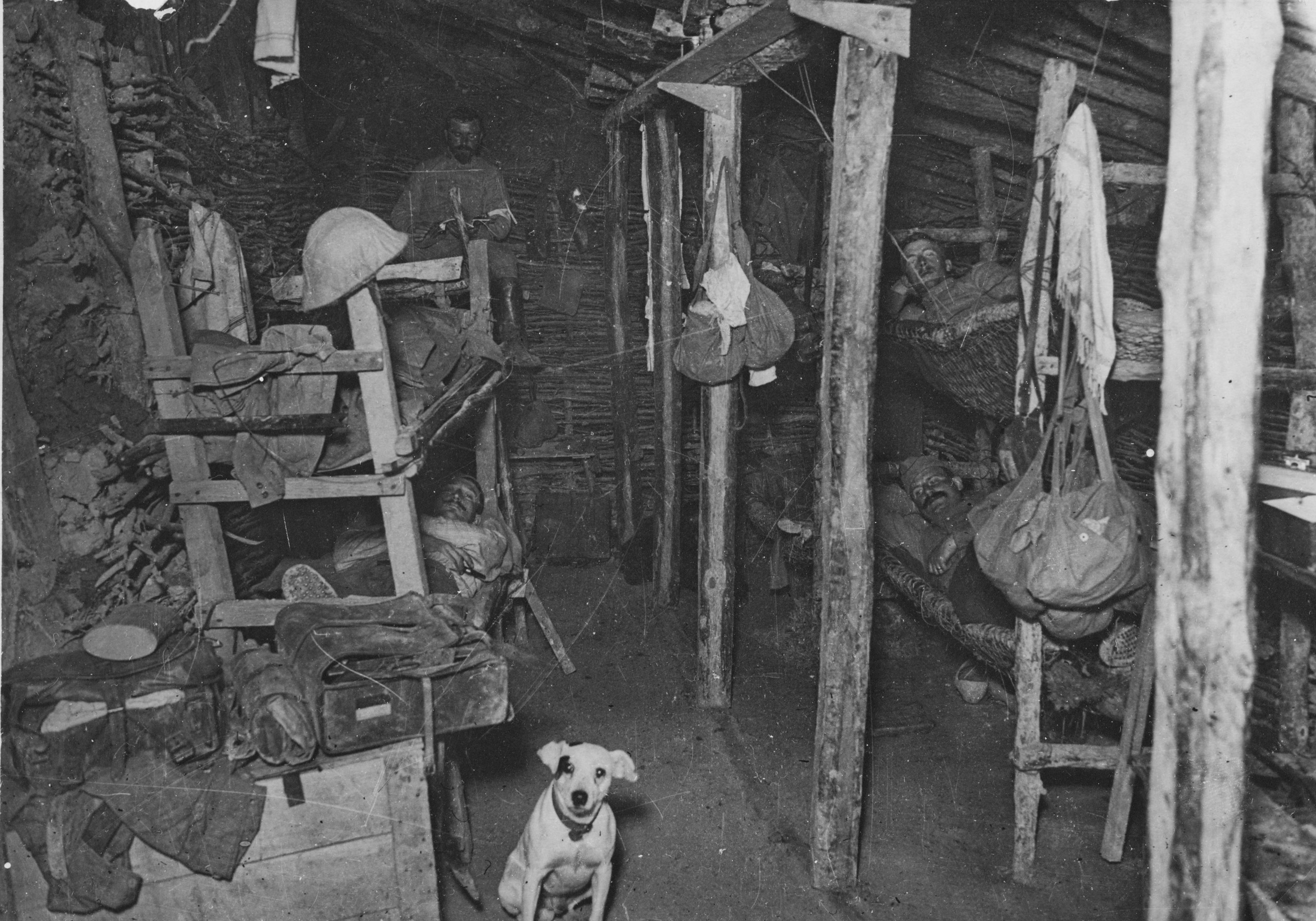
Ścisk i trudność w zachowaniu higieny sprzyjały rozprzestrzenianiu się szczurów okopowych (1914/1918)

Szczury okopowe – gryzonie przebywające razem z żołnierzami w schronach i okopach w czasie I wojny światowej. 
Jednym z najbardziej rozpowszechnionych problemów, z jakimi borykało się wielu żołnierzy państw ententy i centralnych w Europie podczas I wojny światowej, była obfitość szczurów i myszy, z którymi musieli żyć. Duża liczba żołnierzy, zarówno żywych, jak i martwych, przebywających w schronach i okopach na froncie zachodnim i związane z tym ogromne ilości śmieci i gnijące środowisko w połączeniu z nieprzestrzeganiem higieny osobistej, doprowadziły do tego, że wszelkiego rodzaju gryzonie, w tym przede wszystkim występujące najliczniej szczury wędrowne i śniade, stały się powszechnym zjawiskiem okopowego życia.
Żywność i odpady wytwarzane przez żołnierzy przyciągały szczury, które były w stanie szybko się rozmnażać i przebywać wszędzie tam gdzie byli wojskowi. Szacunkowe dane pokazują, że w okopach było więcej szczurów niż żołnierzy, a dodatkowo niektóre gryzonie mogły być wielkości kotów. Szczury będące stworzeniami prowadzącymi głównie nocny tryb życia, przeszkadzały żołnierzom próbującym odpocząć, pełzając po ich twarzach, a nawet jadły żywność prosto z rąk żołnierzy, gdy przyzwyczajały się do obecności człowieka. Próby zabezpieczania żywności przed szczurami okazały się daremne, ponieważ gryzonie były śmiałe i wyrywały jedzenie z kieszeni śpiących żołnierzy. Oprócz spożywania wojskowych racji żywnościowych, szczury miały również skłonność do zjadania żołnierskich świec, zabierając źródło światła w schronach i okopach.

## Wpływ na żołnierzy

### Fizyczne skutki dla żołnierzy
Szczury znane są z przenoszenia różnych chorób zakaźnych. Bliskie sąsiedztwo żołnierzy i szczurów doprowadziło do rozprzestrzenienia się tych chorób w okopach. Najczęstsze z nich to dur brzuszny, gorączka okopowa i leptospiroza. Choroby te powodowały poważne dolegliwości u żołnierzy, a gorączka okopowa odciągała ich od linii frontu na całe miesiące. Szczury są nosicielami wszy które mogły również przenosić choroby i odgrywać rolę w rozprzestrzenianiu gorączki okopowej wśród żołnierzy. Szczury okopowe obgryzały również rannych, śpiących lub niezdolnych do obrony ludzi powodując czasami groźne rany. 

### Psychologiczne skutki dla żołnierzy
Szczury okopowe przyczyniły się do wielu różnych efektów psychologicznych na ludzką psychikę, biorąc pod uwagę ich zdolność do zakłócania snu poprzez bieganie po twarzach i ciałach żołnierzy. Odgłosy wydawane przez szczury nocą na ziemi niczyjej powodowały, że żołnierze wierzyli, że wrogowie przeprowadzają atak, co prowadziło ich do paranoi i strzelania w pustą przestrzeń między okopami. Szczury były znane z tego, że zjadały zwłoki żołnierzy pozostawionych na ziemi niczyjej i w szpitalach polowych. W 1915 roku jeden z brytyjskich oficerów wszedł wieczorem do schronu i usłyszał odgłosy szamotaniny, a gdy poświecił latarką, dostrzegł na kocu dwa szczury walczące o uciętą ludzką dłoń. W ekstremalnych przypadkach wszystkożerne i wygłodniałe szczury walcząc o pożywienie, posuwały się nawet do kanibalizmu.
Z drugiej strony sytuacja ze szczurami pozwoliła też na pewne wytchnienie żołnierzom na froncie zachodnim. Z powodu długich okresów bezczynności w okopach, deratyzacja gryzoni stała się sportem i źródłem rozrywki dla żołnierzy, aby powstrzymać nudę. Ponieważ amunicja musiała być przechowywana na czas bitew, szczury zabijano między innymi bagnetami, saperkami lub zwykłymi kijami, ale stosowano też okrutne metody takie jak podtapianie, przekłuwanie widłami, podrzucanie w powietrze i przecinanie na pół kantem łopaty czy palenie w prochu strzelniczym. Na jednym z francuskich odcinków frontu między grudniem 1915 a marcem 1916 roku, zabitych zostało 46 tysięcy szczurów. Gryzonie służyły również jako towarzysze, a niektórzy żołnierze trzymali je jako zwierzęta domowe, aby uciec przed brutalnością wojny wokół siebie.

## Sposoby zwalczania szczurów okopowych

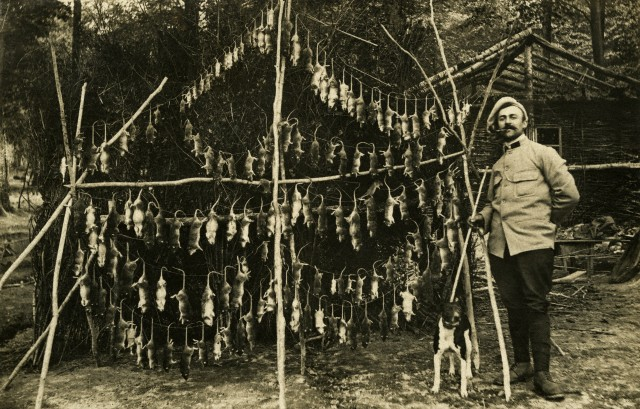
Francuski żołnierz i pies z „łowieckimi trofeami” (1916)

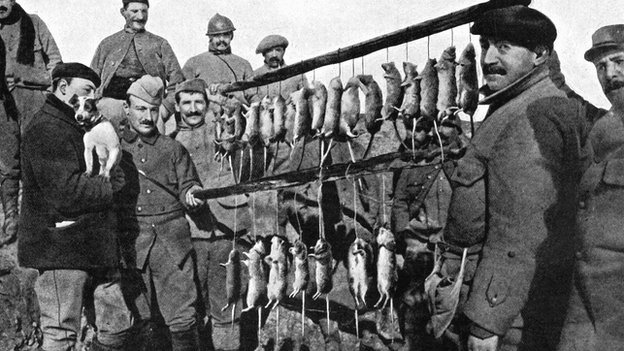
Jack Russell terrier wśród francuskich żołnierzy i upolowanych przez siebie szczurów (1916)

### Chemikalia
Jednym z pierwszych rozwiązań, którym próbowano pozbyć się szczurów z okopów, było użycie chemikaliów. Stosowano powszechnie gazy składające się z arsenu, disiarczku węgla i tym podobnych. Ze względu na wysoką toksyczność gazów, metoda ta została porzucona po tym, jak wykazano, że ma większy wpływ na samych żołnierzy niż na szczury, które były celem.
Po wojnie Francuzi użyli chloropikryny do zniszczenia populacji szczurów okopowych, wypłukując je z nor i powodując uduszenie ich gazem. Pomimo sukcesu tej metody nie wiadomo czy wszystkie szczury z okopów zostały wytępione na czas po użyciu chemikaliów do ich wypłukania i co stało się ze szczurami żyjącymi w okopach po zakończeniu wojny.

### Zwierzęta
Naturalnymi szczurołapami gryzoni w środowisku były lisy, koty i ptaki drapieżne, ale w wyniku przetrzebienia tych gatunków było ich niewiele. Inną metodą było sprowadzanie zwierząt do schronów i okopów aby uśmiercały szczury, w czym bardzo dobrze sprawdzały się teriery, sznaucery, foksteriery, pinczery i bulteriery. Szczególnie skuteczne okazały się teriery gdyż już przed wojną hodowano je do zabijania szkodników i do celów łowieckich. W związku z tym wiele terierów było używanych jako „psy deratyzujące”.